# 8. březen
8. březen je 67. den roku podle gregoriánského kalendáře (68. v přestupném roce). Do konce roku zbývá 298 dní. Svátek má Gabriela.

## Události

### Česko
- 1348 – Karel IV. založil Nové Město Pražské.
- 1918 –  Vypukla bitva u Bachmače, ve které se bojovalo o strategický železniční uzel vedoucí dále na východ. Bitva skončila vítězstvím Československých legií.
- 1932 – Premiéra hry Voskovce a Wericha Caesar v Osvobozeném divadle v Praze.
- 1944 – V plynových komorách koncentračního tábora Auschwitz bylo usmrceno 3 792 osob z rodinného tábora českých Židů.
- 2003 – Při dopravní nehodě autobusu u osady Nažidla zahynulo 20 lidí.
- 2013 – Miloš Zeman byl inaugurován do funkce prezidenta ČR.
- 2018 – Miloš Zeman byl inaugurován do funkce prezidenta na druhé funkční období.

### Svět
- 1010 – Perský básník Firdausí dopsal svou epickou báseň Šáhnáme (Kniha králů).
- 1618 – Johannes Kepler formuloval třetí Keplerův zákon.
- 1658 – Mírová smlouva z Roskilde zajistila smír mezi Švédskem a Dánskem
- 1669 – Vybuchla sicilská sopka Etna, erupce zabily přes 20 000 lidí.
- 1817 – Byla založena Newyorská burza.
- 1909 – V USA byl založen Federální úřad pro vyšetřování (FBI).
- 1911 – Poprvé se slavil Mezinárodní den žen. V tento den roku 1908 protestovalo na 40 000 newyorských švadlen proti špatným životním podmínkám.
- 1917 – V Rusku vypukla Únorová revoluce.
- 1918 – Začala pětidenní bitva u Bachmače.
- 1943 – Bitva u Sokolova – první válečné vystoupení 1. československého armádního sboru v SSSR.
- 1950
  - Konrad Adenauer navrhl unii Německa a Francie se společným parlamentem.
  - Sovětský svaz oznámil, že vlastní atomovou bombu.
  - Československá krasobruslařka Ája Vrzáňová se v Londýně stala mistryní světa v krasobruslení.
- 1965 – Do Vietnamu dorazilo prvních 3 500 amerických vojáků, aby se zapojili do vietnamské války.
- 1971 – Zápas století v Madison Square Garden mezi dosud neporaženými boxery Muhammadem Alim a Joem Frazierem. Ali prohrál.
- 1974 – V Paříži bylo otevřeno letiště Letiště Charlese de Gaulla.
- 1983 – Americký prezident Ronald Reagan nazval Sovětský svaz „Říší zla“.
- 2014 – Dopravní letadlo Boeing 777 společnosti Malaysia Airlines s 239 lidmi na palubě při letu z Kuala Lumpur do Pekingu zmizelo.
- 2016 – Evropská migrační krize: Slovinsko, Srbsko a Makedonie uzavřely balkánskou migrační trasu poté, co Slovinsko znemožnilo průchod migrantů do Rakouska. Desítky tisíc lidí uvázly na přechodu Idomeni na řecko-makedonské hranici.
- 2017 – Azurové okno, turisticky atraktivní vápencová skalní brána na maltském ostrově Gozo, se kompletně zhroutilo během silné bouře.

## Narození

### Česko

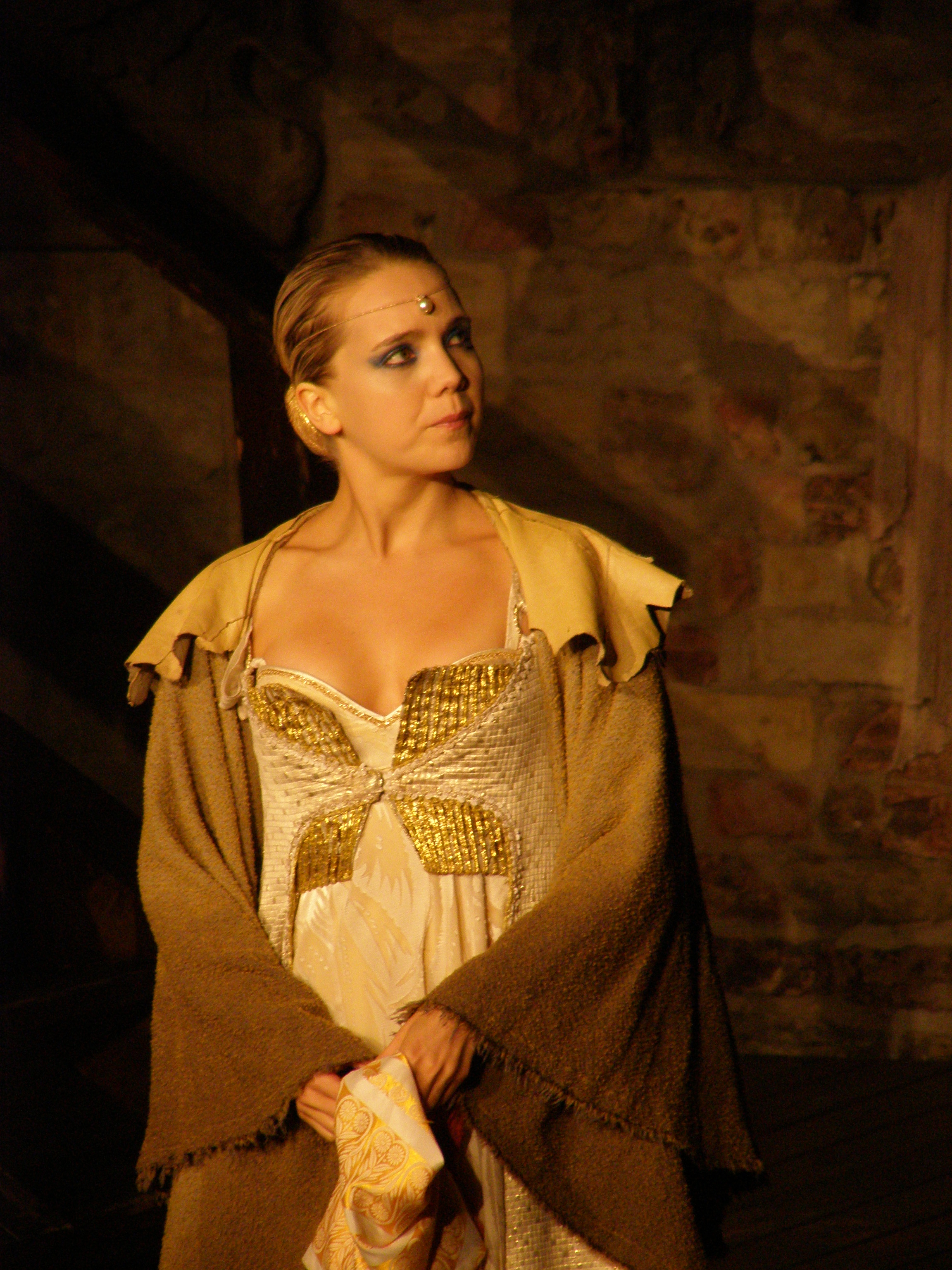
Lucie Vondráčková (* 1980)

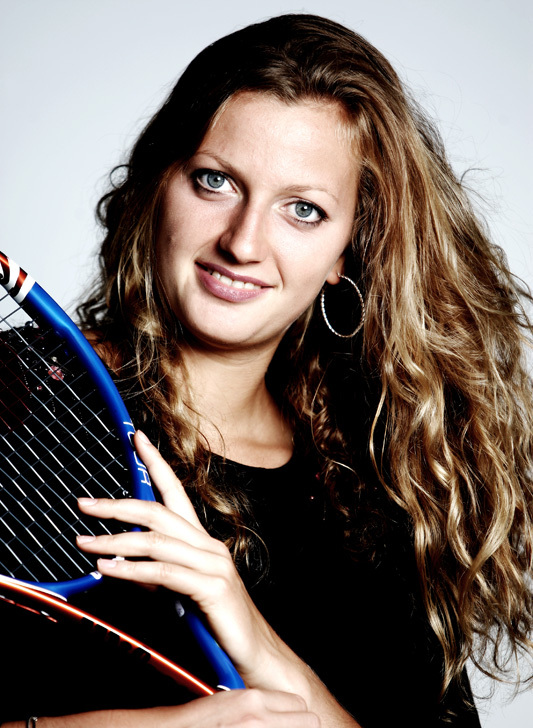
Petra Kvitová (* 1990)

- 1769 – Kateřina Veronika Anna Dusíková, klavíristka, harfenistka a skladatelka († 24. března 1833)
- 1803 – Josef Ackermann, děkan litoměřické kapituly († 3. prosince 1875)
- 1814 – František Špatný, lexikograf († 9. června 1883)
- 1815 – Magdalena Hynková, herečka († 9. dubna 1883)
- 1817 – Jozef Božetech Klemens, malíř, sochař, fotograf a vynálezce († 17. ledna 1883)
- 1821 – Josef Ondřej Liboslav Rettig, řeholník, botanik a pedagog († 1. července 1871)
- 1841 – Josef Zukal, historik († 8. května 1929)
- 1838 – Jan Hrdý, učitel a spisovatel († 6. května 1896)
- 1846 – Václav Krumbholz, poslanec Českého zemského sněmu a Říšské rady († 7. srpna 1923)
- 1849 – Josef Novák, středoškolský profesor († 21. října 1927)
- 1855
  - Josef Šimek, pedagog, geograf a historik († 22. prosince 1943)
  - Johann Schicht, průmyslník († 3. června 1907)
- 1857 – František Hergesel, sochař, restaurátor a malíř († 25. ledna 1929)
- 1866 – Leopold Prečan, arcibiskup olomoucký († 2. března 1947)
- 1867 – Adolf Scholz, politik († 18. května 1946)
- 1869 – Josef F. Khun, učitel, spisovatel a překladatel († 17. prosince 1928)
- 1876 – Bedřich Jahn, advokát a divadelní ředitel († 12. dubna 1942)
- 1879 – Bedřich Macků, fyzik a politik († 14. srpna 1929)
- 1880 – Antonín Drašar, herec, režisér a divadelní ředitel († 16. prosince 1939)
- 1884 – Antonín Trýb, lékař, básník a spisovatel († 4. září 1960)
- 1887 – Marek Čulen, politik, ministr zemědělství Slovenské republiky († 26. prosince 1957)
- 1890 – František Antonín Jelínek, akademický malíř († 26. února 1977)
- 1895 – Vavřín Krčil, podnikatel, vynálezce tašky síťovky († 17. října 1968)
- 1901 – Jaroslav Böhm, archeolog († 6. prosince 1962)
- 1902
  - Jiří Syllaba, lékař a umělec († 17. května 1997)
  - Jaroslav Raimund Vávra, spisovatel a cestovatel († 5. května 1990)
- 1905 – Jan Bílek, ministr hutního průmyslu a rudných dolů († ?)
- 1906 – Karel Lažnovský, novinář, kolaborant s nacisty († 10. října 1941)
- 1912 – Vilém Nezbeda, básník, překladatel, archivář († 13. listopadu 2004)
- 1915
  - Drahomír Vaňura, voják a příslušník výsadku Manganese († 2. listopadu 1944)
  - Gabriela Dubská, knižní grafička, ilustrátorka a malířka († 22. srpna 2003)
- 1918 – Vladimír Rajnoch, oběť komunistického teroru († 4. září 1951)
- 1923 – František Čech, flétnista a hudební pedagog († 6. října 1999)
- 1925 – Josef Plocek, politický vězeň komunistického režimu
- 1927
  - Josef Berg, hudební skladatel († 26. února 1971)
  - Jaromír Podešva, hudební skladatel a pedagog († 9. listopadu 2000)
- 1929 – Eduard Saul, ministr hutnictví a těžkého průmyslu Československa († 15. prosince 2012)
- 1932 – Josef Mašín, postava ozbrojeného protikomunistického odboje
- 1933
  - Pavel Gan, literární vědec a prozaik
  - Věra Horáková, basketbalistka
- 1940 – Jiří Daler, cyklista, olympijský vítěz
- 1941 – Ivana Loudová, hudební skladatelka a pedagožka
- 1942 – Jan Vyčítal, písničkář a karikaturista († 1. března 2020)
- 1945 – Vlastimil Smolík, dostihový jezdec († 4. července 1994)
- 1947 – Vladimír Mišík, hudebník a zpěvák
- 1952 – Michal Křížek, matematik a popularizátor vědy
- 1954 – Jan Padych, spisovatel
- 1958 – Josef Krečmer, violoncellista, pedagog
- 1980 – Lucie Vondráčková, herečka, zpěvačka
- 1990 – Petra Kvitová, tenistka

### Svět

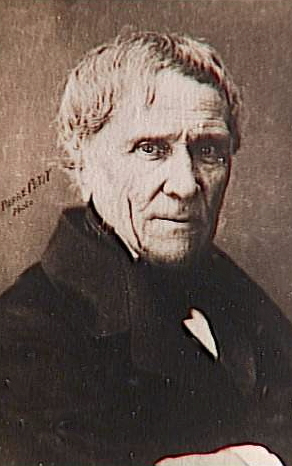
Antoine César Becquerel (* 1788)

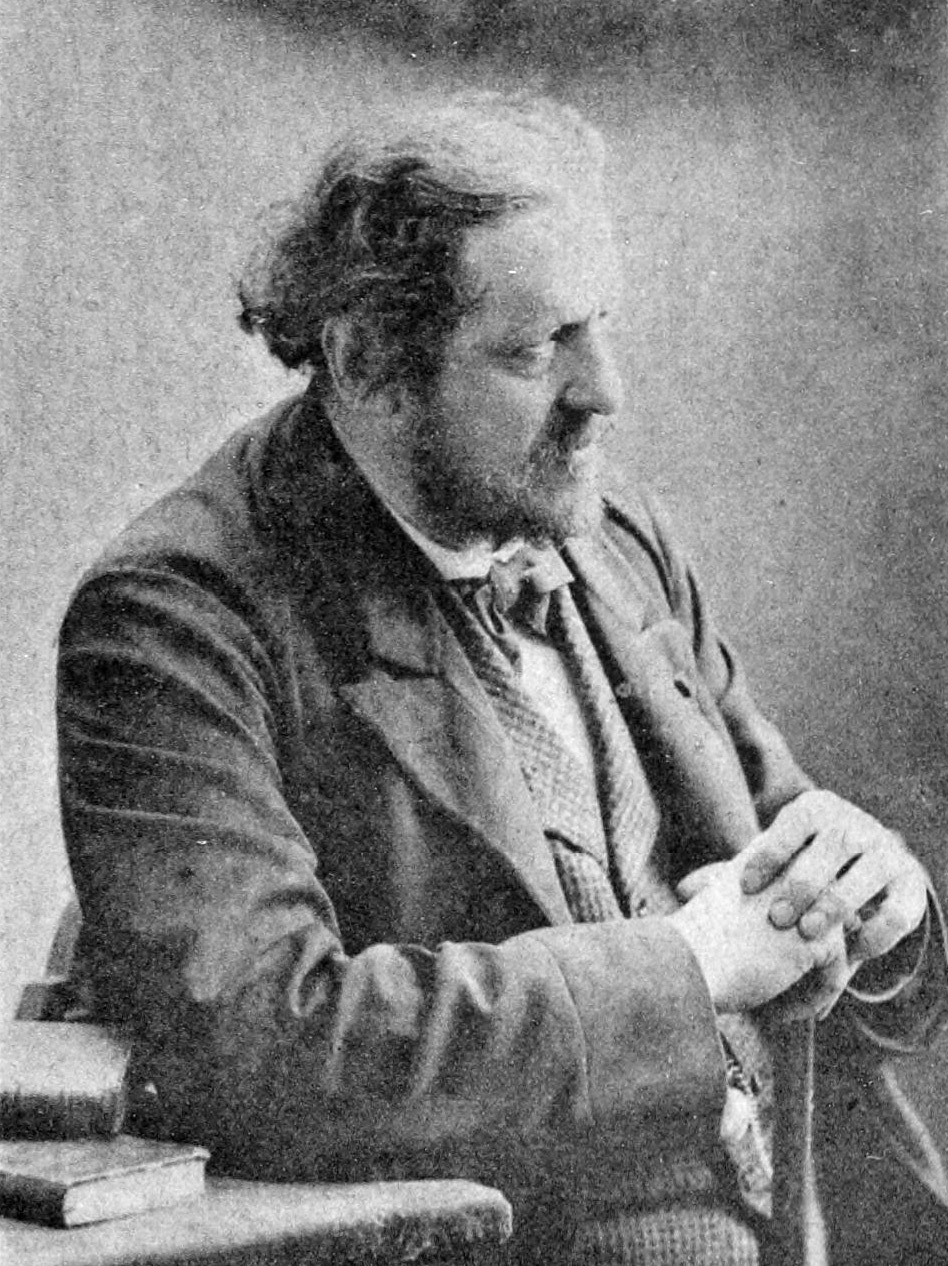
Jules Barbier (* 1825)

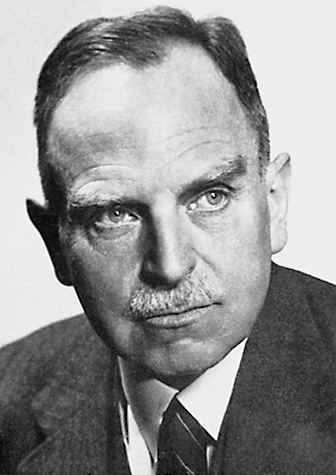
Otto Hahn (* 1879)

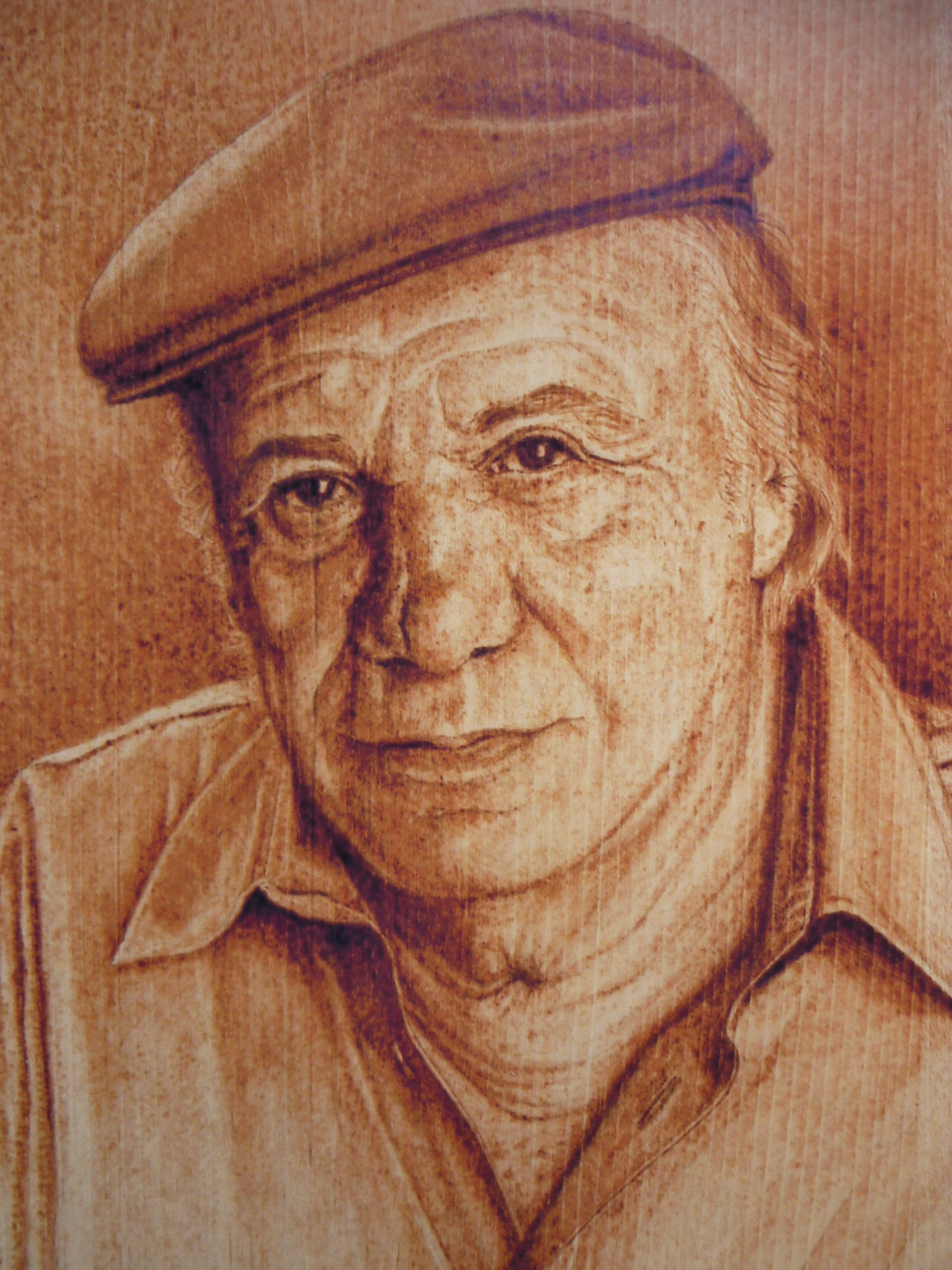
Francisco Rabal (* 1926)

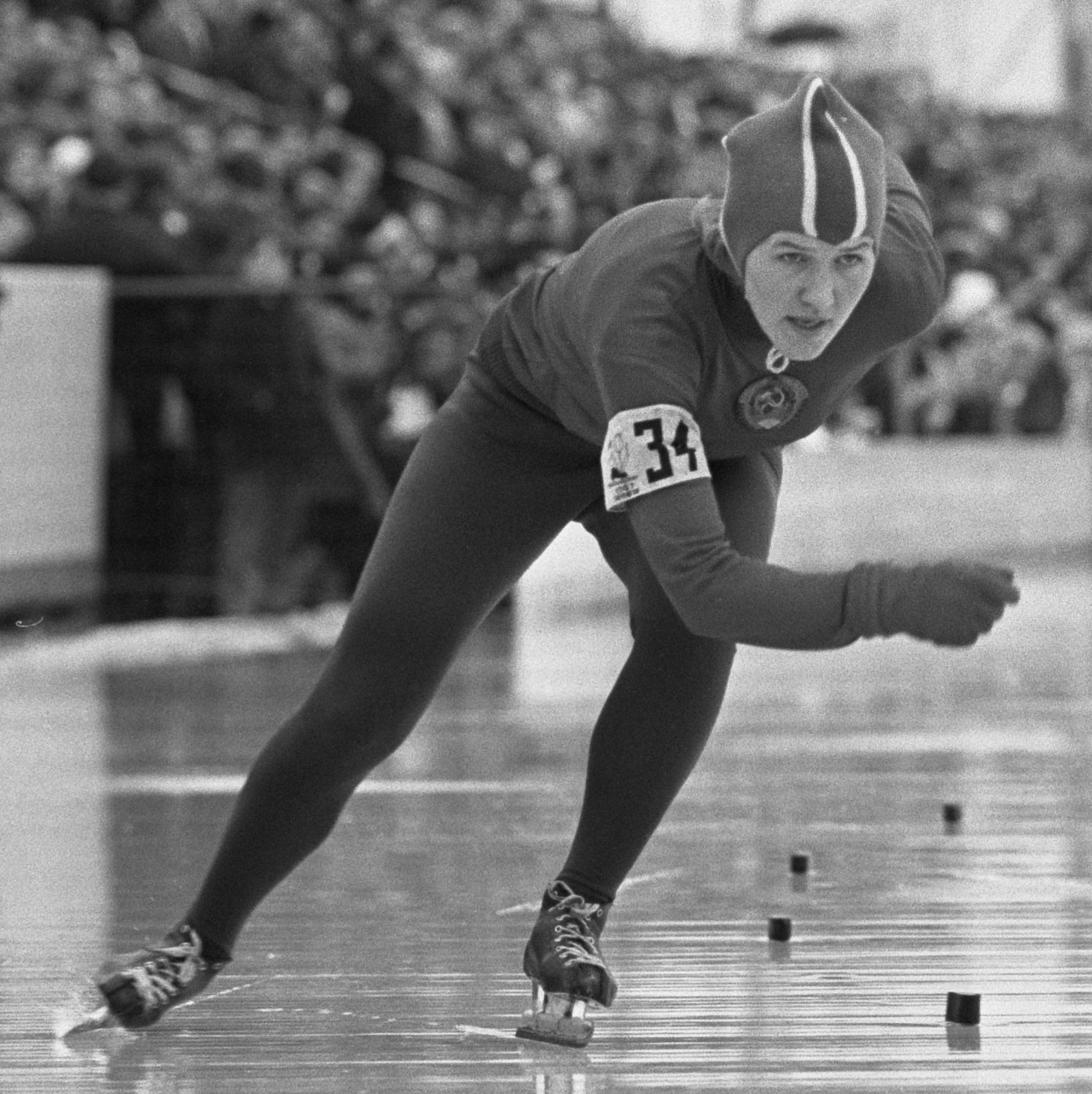
Lidija Skoblikovová (* 1939)

- 1494 – Rosso Fiorentino, italský malíř († 14. listopadu 1540)
- 1495 – Svatý Jan z Boha, portugalský pastýř, žoldnéř a ošetřovatel nemocných († 8. března 1550)
- 1514 – Akihisa Amago, japonský vojevůdce († 9. ledna 1562)
- 1566 – Carlo Gesualdo, italský renesanční šlechtic, hudebník a skladatel († 8. září 1611)
- 1671 – Šarlota Brunšvicko-Lüneburská, německá šlechtična († 29. září 1710)
- 1714 – Carl Philipp Emanuel Bach, německý skladatel, syn Johanna Sebastiana Bacha († 14. prosince 1788)
- 1748 – Vilém V. Oranžský, nizozemský místodržící († 9. dubna 1806)
- 1761 – Jan Potocki, polský spisovatel, historik a cestovatel († 23. prosince 1815)
- 1778 – Friedrich August Kanne, rakouský skladatel, muzikolog a hudební kritik († 16. prosince 1833)
- 1783 – Hannah Van Burenová, manželka 8. prezidenta USA Martina Van Burena († 5. února 1819)
- 1788
  - Antoine César Becquerel, francouzský fyzik († 18. ledna 1878)
  - William Hamilton, skotský filozof a logik († 6. května 1856)
- 1793 – Karl Ludwig Hencke, německý astronom († 21. září 1866)
- 1815 – Jean-Delphin Alard, francouzský houslista a hudební skladatel († 22. února 1888)
- 1819 – Ernst Bruno Johannes Popp, německý sochař, modelér porcelánu, keramik († 14. září 1883)
- 1822 – Ignacy Łukasiewicz, polský lékárník, chemik a vynálezce († 7. ledna 1882)
- 1825 – Jules Barbier, francouzský spisovatel († 16. ledna 1901)
- 1826 – William Notman, kanadský fotograf († 25. listopadu 1891)
- 1831 – Félix Bonfils, francouzský fotograf († 1885)
- 1840
  - Eduard von Knorr, německý admirál († 17. února 1920)
  - Franco Faccio, italský skladatel a dirigent († 21. července 1891)
- 1861 – Lina Jonn, švédská průkopnice v oblasti fotografického průmyslu († 25. prosince 1896)
- 1864 – James Craig Annan, skotský fotograf († 5. června 1946)
- 1875
  - Franco Alfano, italský hudební skladatel († 27. října 1954)
  - Kenkiči Ueda, japonský generál, velitel Kuantungské armády († 11. září 1962)
- 1878
  - Marc Birkigt, švýcarský konstruktér, zakladatel firmy Hispano-Suiza († 15. března 1953)
  - Juzuru Hiraga, důstojník, konstruktér japonského námořnictva († 17. února 1943)
- 1879 – Otto Hahn, německý chemik, nositel Nobelovy ceny († 28. července 1968)
- 1887 – Arnold Topp, německý malíř
- 1888 – Gustav Krukenberg, německý právník a generál Waffen-SS († 23. října 1980)
- 1892 – Mississippi John Hurt, americký bluesový kytarista, zpěvák a farmář († 2. listopadu 1966)
- 1894 – Wäinö Aaltonen, finský sochař († 30. května 1966)
- 1897 – Josep Pla, španělský novinář a spisovatel katalánské národnosti († 23. dubna 1981)
- 1899 – Jozef Kollár, slovenský malíř († 21. října 1982)
- 1900 – Howard Hathaway Aiken, počítačový konstruktér († 14. března 1973)
- 1907
  - Plácido Domingo Ferrer, španělský operetní zpěvák-baryton († 22. listopadu 1987)
  - Konstantínos Karamanlís, řecký politik, premiér a prezident († 23. dubna 1998)
- 1910 – Radu Tudoran, rumunský spisovatel († 18. listopadu 1992)
- 1911 – Alan Hovhaness, arménsko-americký hudební skladatel († 21. června 2000)
- 1912 – Vladimir Bakarić, Národní hrdina Jugoslávie († 16. ledna 1983)
- 1914 – Jakov Borisovič Zeldovič, ruský fyzik († 2. prosince 1987)
- 1925 – Jefim Geller, sovětský šachista († 17. listopadu 1998)
- 1926 – Francisco Rabal, španělský herec († 29. srpna 2001)
- 1927
  - Harry Thürk, německý novinář a spisovatel († 24. listopadu 2005)
  - Dick Hyman, americký hudební skladatel a klavírista
- 1928 – Bill Lomas, anglický motocyklový závodník († 14. srpna 2007)
- 1929 – Hebe Camargová, brazilská herečka, televizní moderátorka a zpěvačka († 29. září 2012)
- 1930 – Pjotr Bolotnikov, sovětský olympijský vítěz v běhu na 10 000 metrů († 20. prosince 2013)
- 1931 – Neil Postman, americký publicista a kritik kultury († 5. října 2003)
- 1932 – Rodolfo Quezada Toruño, guatemalský kardinál († 4. června 2012)
- 1934
  - František Velecký, slovenský herec († 5. října 2003)
  - Ján Solovič, slovenský spisovatel a dramatik († 10. července 2022)
- 1935 – George Coleman, americký saxofonista a hudební skladatel
- 1936
  - Gábor Szabó, maďarský kytarista († 26. února 1982)
  - Janusz Zakrzeński, polský filmový a divadelní herec († 10. dubna 2010)
- 1937 – Klara Gusevová, sovětská rychlobruslařka, olympijská vítězka
- 1939 – Lidija Skoblikovová, ruská rychlobruslařka
- 1940– Richard Williamson, anglický tradicionalistický biskup († 29. ledna 2025)
- 1941 – Wilfrid Fox Napier, jihoafrický kardinál
- 1942
  - Ann Elizabeth Packerová, britská olympijská vítězka v běhu na 800 m
  - Ignacio Rodríguez-Iturbe, americký hydrolog
- 1945
  - Micky Dolenz, americký rockový zpěvák, hudebník, skladatel a herec
  - Anselm Kiefer, německý neoexpresionistický malíř a sochař
- 1946 – Milan Erazim, slovenský akademický malíř, ilustrátor
- 1947
  - Michael S. Hart, Američan, zakladatel projektu Gutenberg
  - Sally Oldfield, irská folková zpěvačka
- 1948 – Mel Galley, anglický hard rockový kytarista († 1. července 2008)
- 1949 – Dave Lambert, anglický zpěvák-písničkář a hudebník
- 1955 – Ivan Pavle, slovenský malíř
- 1957 – Clive Burr, britský bubeník, člen skupiny Iron Maiden († 12. března 2013)
- 1960 – Alfred Gusenbauer, rakouský spolkový kancléř
- 1967 – Will Gadd, kanadský horolezec
- 1974
  - Lazzaro Liuni, argentinský fotbalista
  - Joey Maramba, filipínský baskytarista
- 1977 – James van der Beek, americký herec
- 1997 – Tijana Boškovićová, srbská volejbalistka

## Úmrtí

### Česko

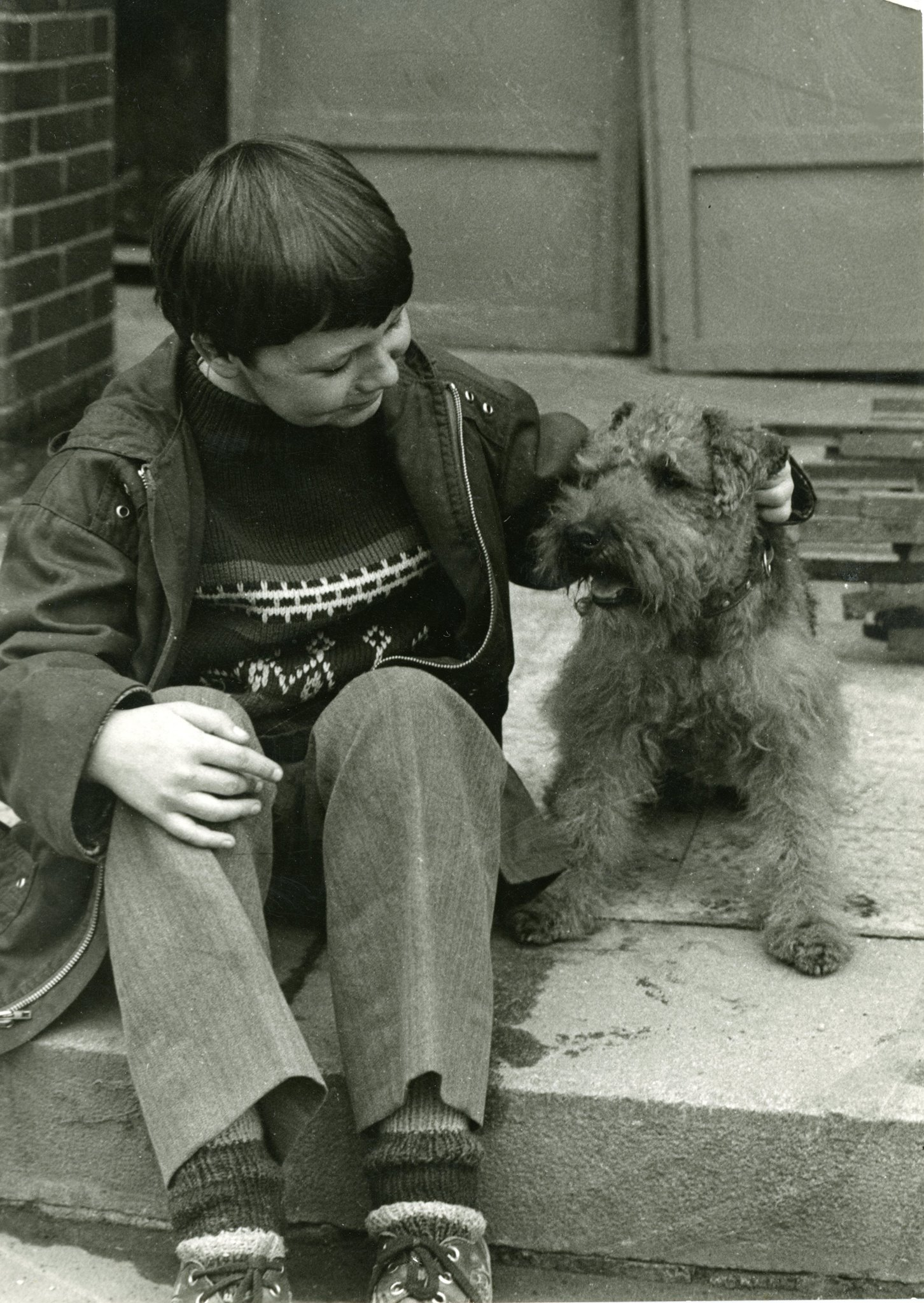
Tomáš Holý († 1990)

- 1561 – Martin Abdon, kněz Jednoty bratrské (* 1529)
- 1731 – Ferdinand Maxmilián Brokoff, sochař (* 12. září 1688)
- 1751 – Jan František Händl, kněz a malíř (* 1691)
- 1814 – Josef Zobel, architekt (* 25. září 1746)
- 1816 – František Antonín Steinský, vědec, historik, malíř, učitel krasopisu (* 16. ledna 1752)
- 1875 – Antonín Mušek, divadelník (* 1821)
- 1945 – Helena Korejsová, spisovatelka (* 1907)
- 1948 – Rudolf Karel Löw, poslední převor řádového konventu v Bělé pod Bezdězem (* 29. prosince 1871)
- 1950
  - Jaroslav Kocian, houslový virtuos, hudební skladatel a pedagog (* 22. února 1883)
  - Ján Kovalik, básník a politik (* 27. listopadu 1861)
- 1957
  - Václav Karel Vendl, historik umění (* 25. ledna 1892)
  - János Esterházy, politický vůdce maďarské menšiny v Československu (* 14. března 1901)
- 1970 – Eduard Světlík, malíř (* 6. listopadu 1903)
- 1975 – Zdeněk Fiala, historik (* 5. května 1922)
- 1990 – Tomáš Holý, herec (* 17. března 1968)
- 1999 – Josef Kalvoda, historik a politolog (* 15. ledna 1923)
- 2009 – Emilie Strejčková, pedagožka a environmentalistka (* 1939)
- 2014 – Jaroslav Kerles, výtvarník a karikaturista (* 3. listopadu 1939)
- 2022 –  Marie Goretti Boltnarová, řeholnice (* 1. ledna 1934)

### Svět

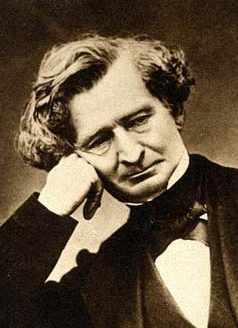
Hector Berlioz († 1869)

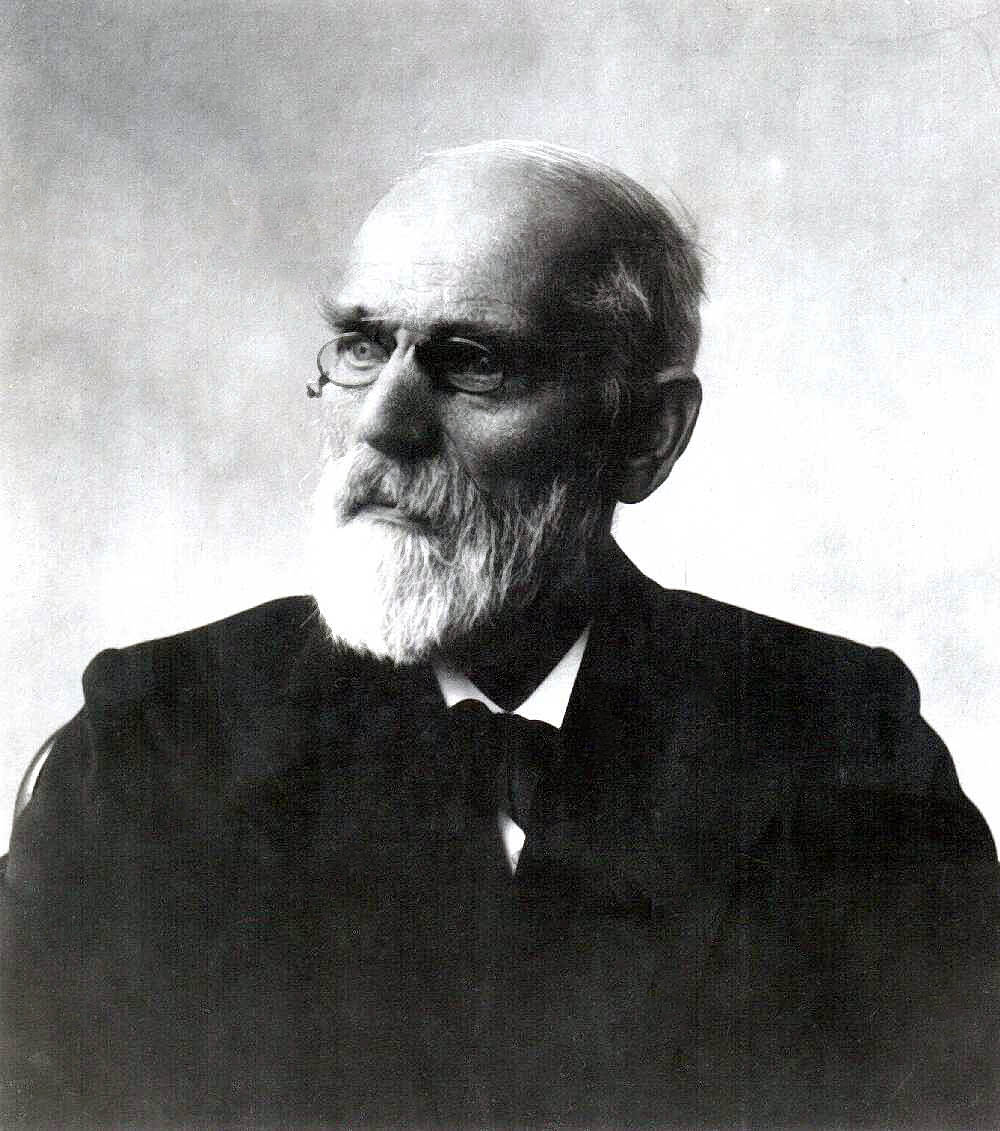
Johannes Diderik van der Waals († 1923)

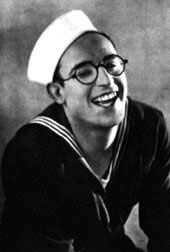
Harold Lloyd († 1971)

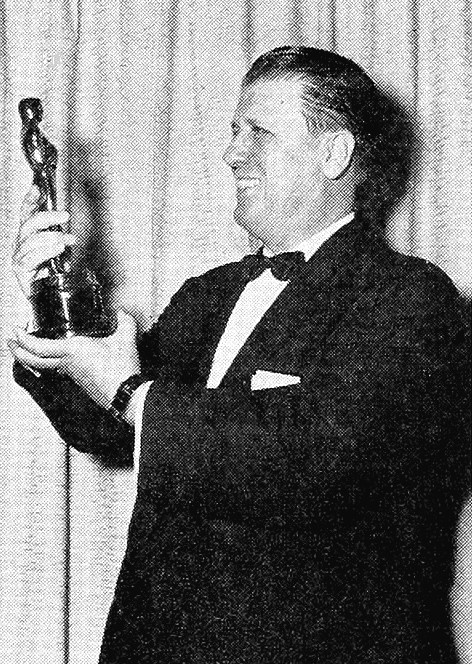
George Stevens († 1975)

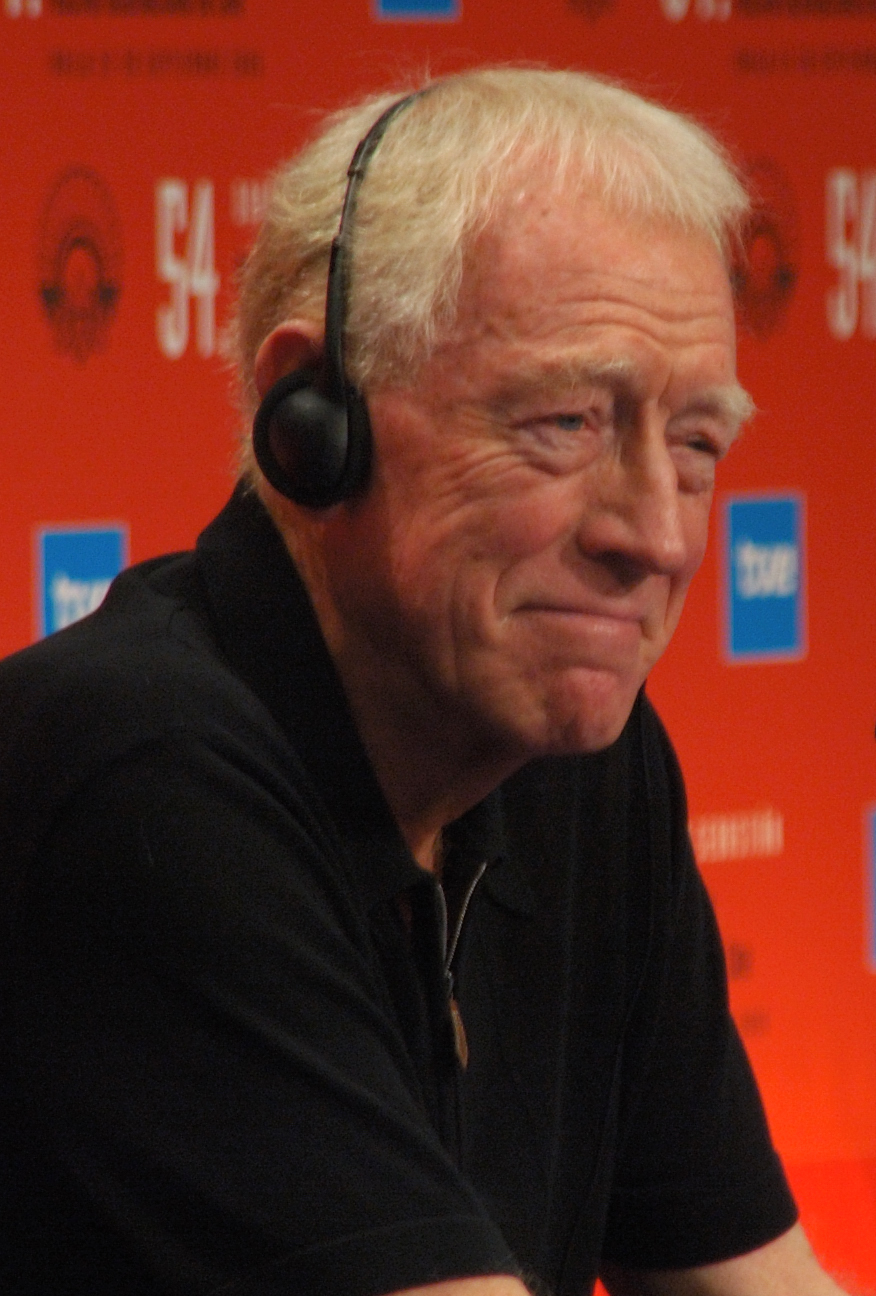
Max von Sydow († 2020)

- 1126 – Urraca Kastilská, královna Kastilie a Leonu a Galicie (* asi 1082)
- 1410 – Beatrix Portugalská, portugalská královna (* 9. prosince 1372)
- 1550 – Svatý Jan z Boha, pastýř, žoldnéř a ošetřovatel nemocných (* 8. března 1495)
- 1616 – Marie Anna Bavorská, rakouská arcivévodkyně (* 8. prosince 1574)
- 1641 – Sü Sia-kche, čínský spisovatel a geograf (* 5. ledna 1587)
- 1702 – Vilém III., anglický král (* 14. listopadu 1650)
- 1771 – Emanuel Silva-Tarouca, vídeňský dvorní architekt (* 17. září 1691)
- 1844 – Karel XIV., francouzský maršál, později švédský a norský král (* 26. ledna 1763)
- 1853 – Edward John Dent, anglický hodinář (* 19. srpna 1790)
- 1869 – Hector Berlioz, francouzský hudební skladatel (* 11. prosince 1803)
- 1874 – Millard Fillmore, prezident Spojených států amerických (* 7. ledna 1800)
- 1878 – František Karel Habsbursko-Lotrinský, rakouský arcivévoda (* 17. prosince 1802)
- 1887 – Paul Féval starší, francouzský spisovatel (* 29. září 1816)
- 1889 – John Ericsson, švédský inženýr a vynálezce (* 31. července 1803)
- 1891 – Antonio Ciseri, švýcarsko-italský malíř (* 25. října 1821)
- 1902 – Paul Jean Flandrin, francouzský malíř (* 28. května 1811)
- 1909 – Léon Théry, francouzský automobilový závodník (* 16. dubna 1879)
- 1913 – Jiří I. Řecký, řecký král z dynastie Glücksburgů (* 24. prosince 1845)
- 1917 – Ferdinand von Zeppelin, německý konstruktér vzducholodí (* 8. července 1838)
- 1921 – Eduardo Dato, španělský předseda vlády (* 12. srpna 1856)
- 1923
  - Krišjānis Barons, lotyšský spisovatel, sběratel lidových písní (* 31. října 1835)
  - Johannes Diderik van der Waals, nizozemský fyzik, nositel Nobelovy ceny (* 23. listopadu 1837)
- 1930 – William Howard Taft, prezident Spojených států amerických (* 15. září 1857)
- 1933 – William Hope, britský spiritistický fotograf (* 1863)
- 1937 – Howie Morenz, kanadský hokejista (* 21. září 1902)
- 1940 – Gejza Rehák, československý politik slovenské národnosti (* 18. října 1881)
- 1941
  - Sherwood Anderson, americký spisovatel (* 13. září 1876)
  - José Serrano, španělský hudební skladatel (* 14. října 1873)
- 1942 – José Raúl Capablanca, kubánský šachista (* 19. listopadu 1888)
- 1943 – Otakar Jaroš, voják, Hrdina Sovětského svazu (* 1. srpna 1912)
- 1955 – Klementina Belgická, dcera belgického krále Leopolda II. (* 30. července 1872)
- 1956 – Friedrich von Toggenburg, ministr vnitra Předlitavska (* 12. července 1866)
- 1957 – Rafael Millán Picazo, španělský hudební skladatel (* 24. září 1893)
- 1964 – Franz Alexander, maďarsko-americký psychoanalytik (* 22. ledna 1891)
- 1965 – Tadd Dameron, americký klavírista, aranžér a hudební skladatel (* 21. února 1917)
- 1971 – Harold Lloyd, americký filmový herec (* 20. dubna 1893)
- 1972 – Erich von dem Bach-Zelewski, nacistický generál, válečný zločinec (* 1. března 1899)
- 1975 – George Stevens, americký filmový režisér, producent, scenárista a kameraman (* 18. prosince 1904)
- 1980 – Max Miedinger, švýcarský typograf (* 24. prosince 1910)
- 1983
  - Odd Lundberg, norský rychlobruslař (* 3. října 1917)
  - William Walton, anglický hudební skladatel (* 29. března 1902)
- 1988 – Ken Colyer, britský trumpetista (* 18. dubna 1928)
- 1989
  - Herbert Wotte, německý spisovatel a historik umění (* 12. března 1909)
  - Jelizaveta Bykovová, sovětská šachistka (* 4. listopadu 1904)
- 1993 – Billy Eckstine, americký jazzový zpěvák (* 8. července 1914)
- 1996 – Jack Churchill, britský neortodoxní voják (* 16. září 1906)
- 1999
  - Adolfo Bioy Casares, argentinský spisovatel (* 15. září 1914)
  - Joe DiMaggio, americký baseballista (* 25. listopadu 1914)
- 2002 – Winnie Markus, německá filmová herečka (* 16. května 1921)
- 2003 – Adam Faith, americký zpěvák, herec a novinář (* 23. června 1940)
- 2004 – Abú Abbás, zakladatel Lidové fronty za osvobození Palestiny (* 10. prosince 1948)
- 2005 – Aslan Maschadov, čečenský prezident (* 21. září 1951)
- 2006 – Teresa Ciepły, polská sprinterka, olympijská vítězka (* 19. října 1937)
- 2009 – Zbigniew Religa, polský kardiochirurg a politik, bývalý ministr zdravotnictví (* 16. prosince 1938)
- 2011 – Mike Starr, americký baskytarista (* 4. dubna 1966)
- 2012 – Bugs Henderson, americký kytarista (* 20. října 1943)
- 2014 – Viktor Šem-Tov, ministr izraelských vlád (* 1. února 1915)
- 2015
  - Sam Simon, televizní producent a scenárista (* 6. června 1955)
  - Lew Soloff, americký jazzový trumpetista, skladatel a herec (* 20. února 1944)
- 2016 – David S. Johnson, americký informatik, pracovník AT&T Labs (* 9. prosince 1945)
- 2016 – George Martin, britský hudební producent, hudební skladatel a hudebník (* 3. ledna1926)
- 2017 – George Andrew Olah, americký chemik, držitel Nobelovy ceny (* 22. května 1927)
- 2020 – Max von Sydow, švédský herec (* 10. dubna 1929)
- 2024 – Herbert Kroemer, německý fyzik, nositel Nobelovy ceny (* 25. srpna 1928)

## Svátky

### Česko
- Významný den: Mezinárodní den žen (znovu od roku 2004)
- Gabriela
- Marin, Merlin, Mervin
- Socialistický kalendář – Mezinárodní den žen

### Svět
- Mezinárodní den žen – Slaví se především ve východní Evropě, velmi oblíbený je v Rusku. Pro OSN je symbolem boje za práva žen v rozvojových zemích.
- Slovensko: Alan
- Maďarsko: Zoltán
- Švédsko: Siv
- Mexiko: Arbor Day
- Egypt, Sýrie, Libye: Den syrské revoluce
- Austrálie: Canberra Day (je-li pondělí)
- Libérie: Decoration Day (je-li pondělí)

### Liturgický kalendář
- Sv. Jan z Boha